# Dimecoenia caesia
Dimecoenia caesia är en tvåvingeart som först beskrevs av Wulp 1883.  Dimecoenia caesia ingår i släktet Dimecoenia och familjen vattenflugor. Inga underarter finns listade i Catalogue of Life.